# Politikåret 1960
Politikåret 1960 präglades på det internationella planet framför allt av att flera afrikanska stater uppnådde full självständighet.

## Händelser

### Januari
- 1 januari - Franska Kamerun blir helt självständig från Frankrike, och Republiken Kamerun utropas.[1]

### Februari
- 13 februari - Frankrike testar sin första atombomb.
- 19 februari - Tillförordnade Viggo Kampmann efterträder avlidne H.C. Hansen som Danmarks statsminister.[2]
- 21 februari
  - Fidel Castro börjar nationalisera Kubas oljeindustri.
  - Tillförordnade Viggo Kampmann tillträder som Danmarks ordinarie statsminister.[2]

### Mars
- 21 mars – I Sharpsville i Sydafrika öppnar sydafrikansk polis eld mot obeväpnade svarta demonstranter, varvid 69 personer omkommer och 180 skadas.

### April
- 21 april – Brasilia ersätter Rio de Janeiro som Brasiliens nya huvudstad.[3]
- 27 april - Togo blir helt självständig från Frankrike.[4]

### Maj
- 1 maj
  - De indiska delstaterna Maharashtra, Punjab och Gujarat bildas.
  - Ett amerikanskt spionplan U-2 skjuts ned över Sovjetunionen.
- 11 maj – Adolf Eichmann, tysk SS-officer, tillfångatas av israeliska agenter i Argentina.

### Juni
- 20 juni – Malifederationen blir fullt självständig från Frankrike.[5]
- 26 juni
  - Republiken Malagasy blir fullt självständig från Frankrike.[6]
  - Staten Somaliland utropas ur tidigare Brittiska Somaliland.[7]

### Juli
- 1 juli
  - Belgiska Kongo blir självständigt, under namnet Republiken Kongo.[8]
  - Staten Somaliland går samman med tidigare Italienska Somaliland, och skapar Somaliska republiken.[7]
- 15 juli – Säkerhetsstyrkor från FN anländer till Kongo.
- 21 juli – För första gången i världen blir en kvinna vald till premiärminister i ett land. Sirimavo Bandaranaike utses till regeringschef i Srí Lanka.[9] och blir på så sätt världens första kvinnliga premiärminister.

### Augusti
- 1 augusti - Autonoma Republiken Dahomey blir helt självständig från Frankrike.[10]
- 3 augusti - Autonoma Republiken Niger blir helt självständig från Frankrike.[11]
- 7 augusti - Elfenbenskusten blir helt självständigt.[12]
- 11 augusti - Autonoma Republiken Tchad blir helt självständig från Frankrike.[13]
- 13 augusti – Centralafrikanska republiken blir helt självständig från Frankrike.[14]
- 15 augusti – Republiken Kongo blir helt självständig från Frankrike.[15]
- 16 augusti – Cypern blir självständigt från Storbritannien efter 88 år.[16]
- 17 augusti - Gabon blir helt självständigt från Frankrike.[17]
- 20 augusti – Republiken Senegal lämnar Malifederationen.[18]

### September
- 22 september - Sudanesiska republiken byter namn till Mali.[5]

### Oktober
- 1 oktober - Nigeria blir självständigt från Storbritannien.[19]
- 12 oktober - Nikita Chrusjtjov protesterar i FN:s generalförsamling när generalförsamlingen debatterar Sovjetunionens verksamhet i Östeuropa genom att ta av sig skon och slå den i bordet.

### November
- 26 november - Keith Holyoake efterträder Walter Nash som Nya Zeelands premiärminister.[20]
- 28 november – Autonoma Islamiska republiken Mauretanien blir helt självständig.[21]

## Val och folkomröstningar
- 18 september – Andrakammarval i Sverige.
- 8 november - Demokraten John F. Kennedy väljs till president i USA, och blir därmed USA:s yngste president någonsin.
- 15 november – Folketingsval i Danmark.

## Organisationshändelser
- Okänt datum – Förenad kraft bildas i Guyana.
- Okänt datum – Hela folkets kongress bildas i Sierra Leone.
- Okänt datum – I Kenya går Kenya African Union, People's Congress Party och Kenya Independent Movement samman och bildar Kenyan African National Union.
- Okänt datum – Sikkim National Congress bildas i Sikkim.
- Okänt datum – SWAPO bildas i Namibia.

## Födda
- 14 april - Ian Cawsey, brittisk parlamentsledamot för Labour 1997–2010.
- 3 maj - Geraint Davies, brittisk parlamentsledamot för Labour 1997–.
- 22 maj - Roger Casale, brittisk parlamentsledamot (Labour) 1997–2005.
- 25 juni - Gitte Seeberg, dansk EU-parlamentariker.
- 4 augusti - José Luis Rodríguez Zapatero, spansk politiker, premiärminister 2004–2011.
- 21 augusti - Stefan Attefall, svensk politiker (kristdemokrat), förbundsordförande för Kristdemokratiska Ungdomsförbundet 1986–1989, riksdagsledamot 1991–1994 och 1998–2010.
- 30 augusti - Ben Bradshaw, brittisk parlamentsledamot för Labour.
- 27 november
  - Tim Pawlenty, amerikansk politiker, Minnesotas 39:e guvernör.
  - Julia Timosjenko, ukrainsk politiker, premiärminister 2005 och 2007–2010.
- 12 december - Volker Beck, tysk politiker.

## Avlidna
- 7 september - Wilhelm Pieck, östtysk politiker, president i DDR 1949–1960.
- 28 november - Dirk Jan de Geer, konservativ nederländsk politiker, premiärminister 1926–1929 och 1939–1940.

### Fotnoter
1. ↑  ”Cameroon” (på engelska). World Statesmen. http://www.worldstatesmen.org/Cameroon.html. Läst 25 januari 2013.
2. 1 2  ”Denmark” (på engelska). World Statesmen. http://www.worldstatesmen.org/Denmark.html. Läst 2 augusti 2015.
3. ↑  ”Brazil” (på engelska). World Statesmen. http://www.worldstatesmen.org/Brazil.html. Läst 2 augusti 2015.
4. ↑  ”Togo” (på engelska). World Statesmen. http://www.worldstatesmen.org/Togo.html. Läst 25 januari 2013.
5. 1 2  ”Mali” (på engelska). World Statesmen. http://www.worldstatesmen.org/Mali.htm. Läst 22 november 2012.
6. ↑  ”Madagascar” (på engelska). World Statesmen. http://www.worldstatesmen.org/Madagascar.htm. Läst 22 november 2012.
7. 1 2  ”Somalia” (på engelska). World Statesmen. http://www.worldstatesmen.org/Somalia.html. Läst 25 januari 2013.
8. ↑  ”Congo (Kinshasa)” (på engelska). World Statesmen. http://www.worldstatesmen.org/Congo-Kinshasa.html. Läst 25 januari 2013.
9. ↑  ”Sri Lanka” (på engelska). World Statesmen. http://www.worldstatesmen.org/Sri_Lanka.html. Läst 23 november 2012.
10. ↑  ”Benin” (på engelska). World Statesmen. http://www.worldstatesmen.org/Benin.html. Läst 25 januari 2013.
11. ↑  ”Niger” (på engelska). World Statesmen. http://www.worldstatesmen.org/Niger.htm. Läst 22 november 2012.
12. ↑  ”Côte d'Ivoire” (på engelska). World Statesmen. http://www.worldstatesmen.org/Cote_dIvorie.html. Läst 22 november 2012.
13. ↑  ”Chad” (på engelska). World Statesmen. http://www.worldstatesmen.org/Chad.html. Läst 22 november 2012.
14. ↑  ”Central African Republic” (på engelska). World Statesmen. http://www.worldstatesmen.org/Central_African_Republic.html. Läst 22 november 2012.
15. ↑  ”Congo (Brazzaville)” (på engelska). World Statesmen. http://www.worldstatesmen.org/Congo-Brazzaville.html. Läst 25 januari 2013.
16. ↑  ”Cyprus” (på engelska). World Statesmen. http://www.worldstatesmen.org/Cyprus.html. Läst 22 november 2012.
17. ↑  ”Gabon” (på engelska). World Statesmen. http://www.worldstatesmen.org/Gabon.html. Läst 22 november 2012.
18. ↑  ”Senegal” (på engelska). World Statesmen. http://www.worldstatesmen.org/Senegal.html. Läst 22 november 2012.
19. ↑  ”Nigeria” (på engelska). World Statesmen. http://www.worldstatesmen.org/Nigeria.htm. Läst 7 november 2012.
20. ↑  ”New Zealand” (på engelska). World Statesmen. http://www.worldstatesmen.org/New_Zealand.htm. Läst 1 augusti 2015.
21. ↑  ”Mauritania” (på engelska). World Statesmen. http://www.worldstatesmen.org/Mauritania.htm. Läst 22 november 2012.